# Cratere Karrer
Karrer è un cratere lunare di 55,56 km situato nella parte sud-orientale della faccia nascosta della Luna.